# Кельвин

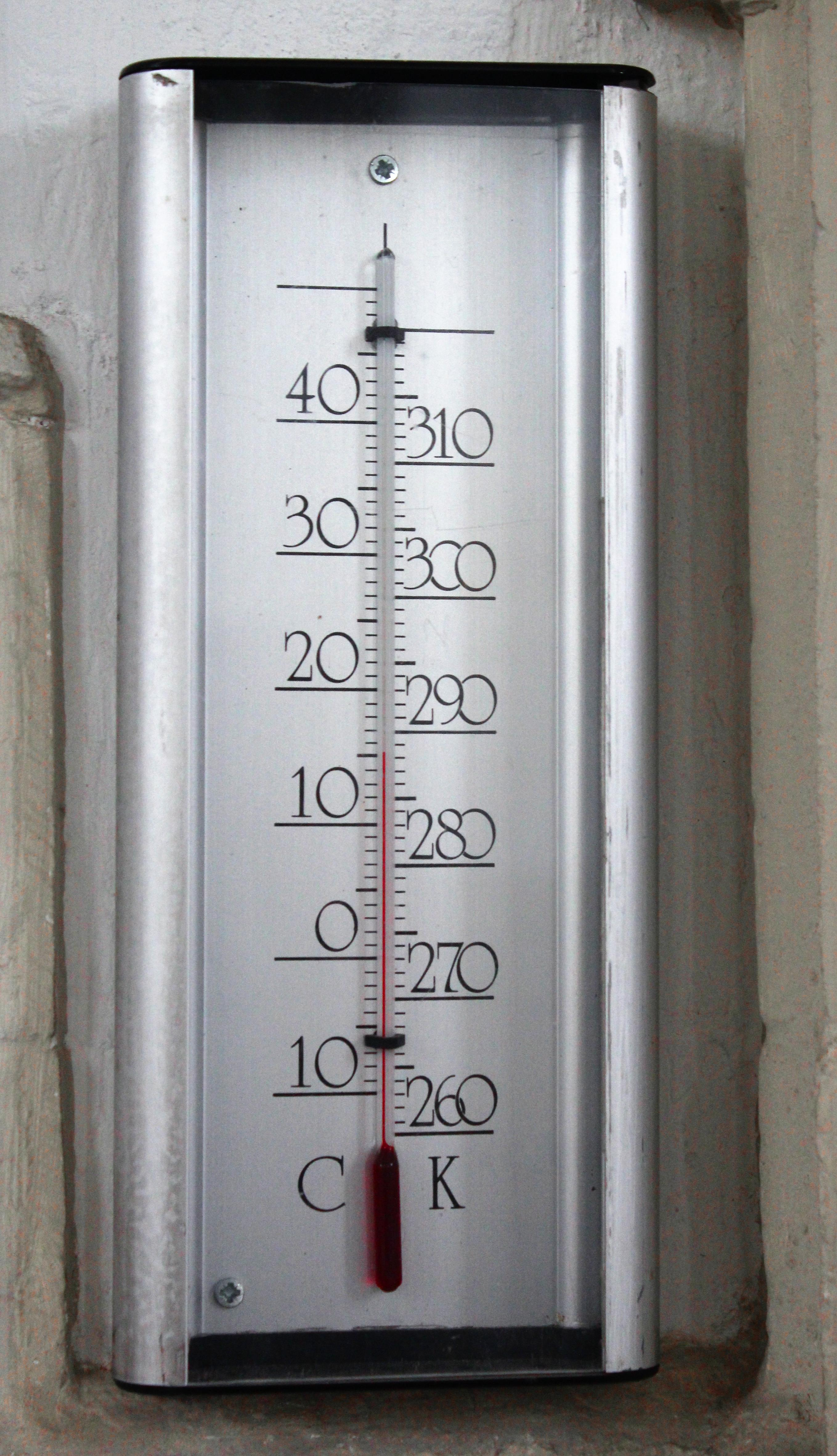
Битермометр со шкалами, градуированными в градусах Цельсия (левая шкала) и кельвинах (правая шкала)

Ке́львин (русское обозначение: К; международное: K) — единица термодинамической температуры в Международной системе единиц (СИ), одна из семи основных единиц СИ. Предложена в 1848 году. Определяется через значение постоянной Больцмана: 1,380 649⋅10−23 Дж/К. До 2019 года определялся как 1 / 273,16 части термодинамической температуры тройной точки воды. Начало шкалы совпадает с абсолютным нулём (0 К по шкале).
Пересчёт в градусы Цельсия:
{\displaystyle t_{\text{C}}=t_{\text{K}}-273{,}15} (температура тройной точки воды +0,01 °C).
Единица названа в честь английского физика Уильяма Томсона, которому было пожаловано звание лорд Кельвин Ларгский из Айршира. В свою очередь, это звание пошло от реки Кельвин, протекающей через территорию университета Глазго.
До 1968 года кельвин официально именовался градусом Кельвина.

## История

### 1848

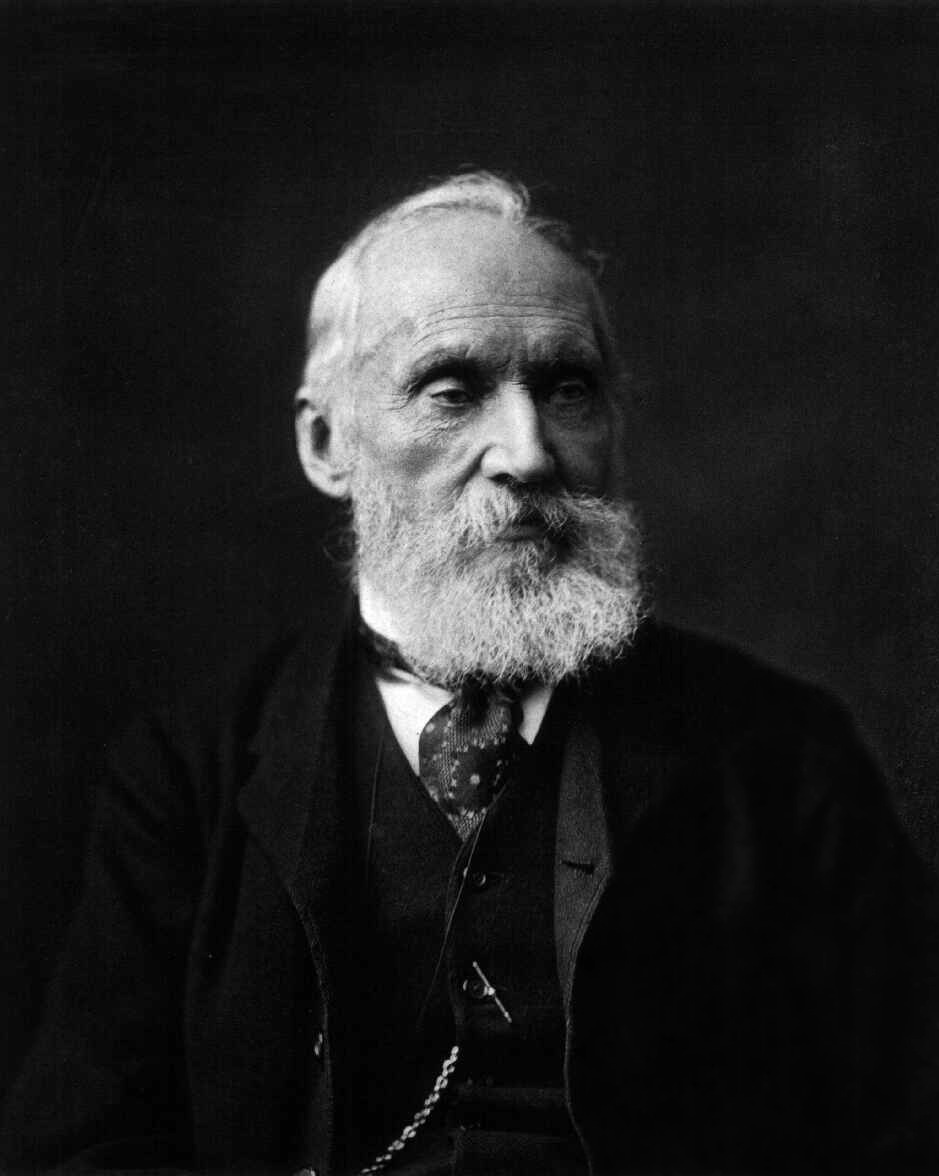
Уильям Томсон (лорд Кельвин)

Уильям Томсон, будущий лорд Кельвин, в своей работе «Об абсолютной термометрической шкале» (англ. On an Absolute Thermometric Scale) пишет о необходимости шкалы, нулевая точка которой будет соответствовать предельной степени холода (абсолютному нулю), а ценой деления будет градус Цельсия. Эта абсолютная шкала на сегодняшний день известна как термодинамическая шкала Кельвина. Значение «минус 273» было получено как обратное от 0,00366 — коэффициента расширения газа на градус Цельсия.

### 1954
Третья резолюция Х Генеральной конференции по мерам и весам (ГКМВ) дала шкале Кельвина современное определение, взяв температуру тройной точки воды в качестве второй опорной точки и приняв, что её значение составляет ровно 273,16 кельвина («градуса Кельвина» в терминологии того времени).

### 1967/1968
В соответствии с третьей резолюцией XIII Генеральной конференции по мерам и весам единица измерения термодинамической шкалы была переименована в «кельвин», а обозначением стал «К» (ранее единица называлась «градус Кельвина», её обозначением был «°K»). Кроме того величина единицы была определена более явно — как равная 1 / 273,16 тройной точки воды.

### 2005
В обязательном Техническом приложении к тексту Международной температурной шкалы МТШ‑90 Консультативный комитет по термометрии установил требования к изотопному составу воды при реализации температуры тройной точки воды. Международный комитет мер и весов подтвердил, что определение кельвина относится к воде, изотопный состав которой определён следующими соотношениями:
- 0,000 155 760 моля 2H на один моль 1Н,
- 0,000 379 900 моля 17О на один моль 16О,
- 0,002 005 200 моля 18О на один моль 16О.

### 2018
На 26-й генеральной конференции по мерам и весам была принята резолюция о значительном переопределении основных единиц СИ, которое, в частности включало в себя переопределение кельвина через значение постоянной Больцмана, которая равна 1,380649 × 10−23 Дж / К.

## Произошедшее переопределение
Недостатком старого определения кельвина являлось то, что при практической реализации величина кельвина оказывалась зависящей от чистоты и изотопного состава используемой воды. Исходя из стремления устранить этот недостаток, XXIV ГКМВ, состоявшаяся 17—21 октября 2011 года, приняла резолюцию, в которой, в частности, было предложено в будущей ревизии Международной системы единиц переопределить кельвин, связав его величину со значением постоянной Больцмана. При этом предполагалось, что значение постоянной Больцмана будет зафиксировано, то есть будет считаться определённым точно. В связи с этим в резолюции XXIV ГКМВ по поводу кельвина сформулировано:

Кельвин останется единицей термодинамической температуры; но его величина будет устанавливаться фиксацией численного значения постоянной Больцмана равным в точности 1,380 6X⋅10−23, когда она выражена единицей СИ м2·кг·с−2·К−1, что эквивалентно Дж·К−1.
Таким образом, стало выполняться точное равенство k = 1,380 6X⋅10−23 Дж/К. Следствием этого явилось то, что кельвин стал равным изменению температуры, которое приводит к изменению энергии kT/2, приходящейся на одну степень свободы, на k/2, то есть на (1 / 2) × 1,380 6X⋅10−23 Дж.
В своей резолюции XXIV ГКМВ отметила также, что непосредственно после переопределения кельвина температура тройной точки воды останется равной 273,16 К, но при этом её значение приобретёт погрешность и в дальнейшем будет определяться экспериментально.
XXV ГКМВ, состоявшаяся в 2014 году, приняла решение продолжить работу по подготовке новой ревизии СИ, включающей переопределение кельвина, и наметила закончить эту работу к 2018 году с тем, чтобы заменить существующую редакцию Международной системы единиц (СИ) обновлённым вариантом на XXVI ГКМВ в том же году.

## Кратные и дольные единицы
В соответствии с полным официальным описанием СИ, содержащемся в действующей редакции Брошюры СИ (фр. Brochure SI, англ. The SI Brochure), опубликованной Международным бюро мер и весов (МБМВ), десятичные кратные и дольные единицы кельвина образуются с помощью стандартных приставок СИ. «Положение о единицах величин, допускаемых к применению в Российской Федерации», принятое Правительством Российской Федерации, предусматривает использование в РФ тех же приставок, но переведённых на русский язык.
| Кратные                                               | Кратные       | Кратные     | Кратные     | Дольные  | Дольные       | Дольные     | Дольные     |
| величина                                              | название      | обозначение | обозначение | величина | название      | обозначение | обозначение |
| ----------------------------------------------------- | ------------- | ----------- | ----------- | -------- | ------------- | ----------- | ----------- |
| 101 К                                                 | декакельвин   | даК         | daK         | 10−1 К   | децикельвин   | дК          | dK          |
| 102 К                                                 | гектокельвин  | гК          | hK          | 10−2 К   | сантикельвин  | сК          | cK          |
| 103 К                                                 | килокельвин   | кК          | kK          | 10−3 К   | милликельвин  | мК          | mK          |
| 106 К                                                 | мегакельвин   | МК          | MK          | 10−6 К   | микрокельвин  | мкК         | µK          |
| 109 К                                                 | гигакельвин   | ГК          | GK          | 10−9 К   | нанокельвин   | нК          | nK          |
| 1012 К                                                | теракельвин   | ТК          | TK          | 10−12 К  | пикокельвин   | пК          | pK          |
| 1015 К                                                | петакельвин   | ПК          | PK          | 10−15 К  | фемтокельвин  | фК          | fK          |
| 1018 К                                                | эксакельвин   | ЭК          | EK          | 10−18 К  | аттокельвин   | аК          | aK          |
| 1021 К                                                | зеттакельвин  | ЗК          | ZK          | 10−21 К  | зептокельвин  | зК          | zK          |
| 1024 К                                                | йоттакельвин  | ИК          | YK          | 10−24 К  | иоктокельвин  | иК          | yK          |
| 1027 К                                                | роннакельвин  | РнК         | RK          | 10−27 К  | ронтокельвин  | рнК         | rK          |
| 1030 К                                                | кветтакельвин | КвК         | QK          | 10−30 К  | квектокельвин | квК         | qK          |
| рекомендовано к применению применять не рекомендуется |               |             |             |          |               |             |             |

## Цветовая температура
Кельвин также применяется для измерения цветовой температуры, характеризующей распределение интенсивности излучения источника света как функции длины волны в оптическом диапазоне. Цветовая температура определяется как температура абсолютно чёрного тела, при которой оно испускает излучение того же цветового тона, что и рассматриваемое излучение.
Примеры цветовой температуры различных источников света:
- 1500—2000 К — свет пламени свечи;
- 2800 К — лампа накаливания 100 Вт (вакуумная лампа);
- 3400 К — солнце у горизонта;
- 3500 К — люминесцентная лампа белого света;
- 6500 К — стандартный источник дневного белого света, близкий к полуденному солнечному свету;
- 9500 К — синее безоблачное небо на северной стороне перед восходом Солнца;
- 20000 К — синее небо в полярных широтах.

## Юникод
Символ кельвина в Юникоде находится в диапазоне «буквоподобных символов» и кодируется как U+212A K KELVIN SIGN (HTML-символ — &#8490;).